# Onosma olivieri
Onosma olivieri är en strävbladig växtart som beskrevs av Pierre Edmond Boissier. Onosma olivieri ingår i släktet Onosma och familjen strävbladiga växter. Inga underarter finns listade i Catalogue of Life.